# Ужас Амитивилля (роман)

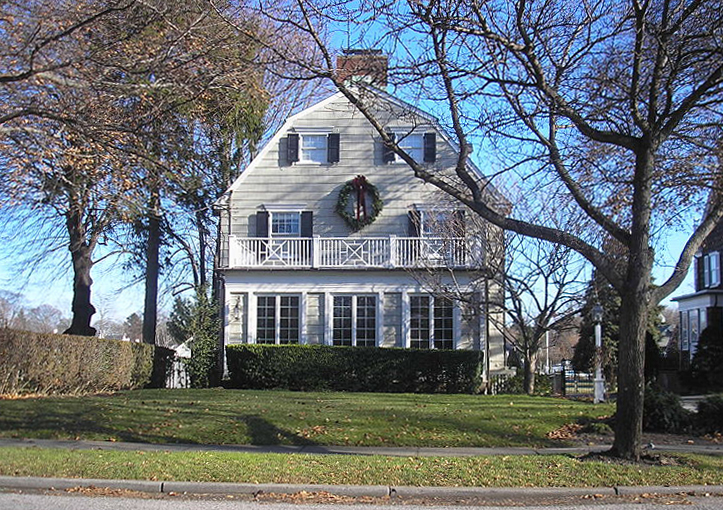
Дом, о котором рассказывается в фильме ужасов "Амитивилль", был построен около 1924 года по адресу: Оушен-авеню, 112, Амитивилль, Нью-Йорк, Соединенные Штаты Америки. Ко времени, когда была сделана эта фотография, адрес был изменен

«Ужас Амитивилля» (англ. The Amityville Horror) — роман американского  писателя  Джея Энсона, основанный на реальных событиях, произошедших  в  доме 112 на Оушен-Авеню, Амитивилль, штат Нью-Йорк, где 13 ноября 1974 года Рональд Дефео-младший совершил убийство отца,  матери, четырёх братьев и сестер. Роман повествует о семье Лутц, которая в декабре 1975 года переехала в дом, где произошло убийство. Там Лутцы прожили 28 дней, но после они сбежали, так как их начали преследовать сверхъестественные силы. После того как семья Лутц покинула дом, они познакомились с Джеем Энсоном и в подробностях рассказали ему о том, что пережили в Амитивилле. 
Книга сразу же стала бестселлером, а вокруг её автора возникли горячие споры и критика, обвиняя автора в мистификации. На истории данного феномена Энсон заработал миллионы, в отличие от семейства Лутц, доля которых составила всего 200 тысяч долларов. На основе романа в 1979 году Стюарт Розенберг снял одноименный фильм, что дало начало долгоиграющей франшизе.
На русском языке книга впервые была издана в 1990-х издательством «Ростовское книжное издательство» под названием «Эмитивилльские кошмары» в переводе Евгения Синельщикова. В 2018 году издательства «РИПОЛ классик» и «Пальмира» издали роман в новом переводе Евгения Фельдмана под более устоявшемся названием «Ужас Амитивилля».

## Сюжет
В ноябре 1974 года, в населённом пункте Амитивилль округа Саффолк Рональд Дефео совершил убийство всей своей семьи. Позже убийца объяснил, что совершить преступления его заставили «голоса», которые он слышал в доме.
Спустя год в Амитивилль переезжают Джордж и Кэти Лутц вместе с детьми Кэти от первого брака: Крисом, Дэнни и Мелиссой. Они поселяются в том самом доме «Хай-Хоупз», где произошло убийство семьи Дефео. Джордж удивляется, что такой огромный и роскошный трёхэтажный  особняк достается им так дёшево, их даже не отпугнула жуткая история об убийстве предыдущих хозяев.
Первый день в доме. Днём приезжает знакомый священник семейства Лутц — отец Фрэнк Манкусо, чтобы  освятить их новый дом. Однако во время молитвы священник слышит демонический голос, который приказывает  ему «Убирайся!» Отец Манкусо, ничего не сказав Лутцам, покидает дом, после у него начинается недуг, который перерастает в тяжёлую болезнь, после у священника на руках появляются волдыри и повышается температура, все попытки дозвониться до Лутцев заканчиваются  потерей связи или новыми приступами болезни. У священника появляется страх перед домом в Амитивилле.
Каждую ночь в новом доме Джордж и Кэти просыпаются в одно и тоже время — 3:15. В первую ночь Джордж слышит стук во входную дверь, но за ней никого не оказывается. Джордж замечает движущуюся тень возле эллинга. Но, проверив сооружение, никого там не находит. С каждым днём странности только  увеличиваются: Джордж становится раздражительным, он одержим топкой камина, всё свободное время колет дрова, он постоянно чувствует холод, несмотря на то, что отопление работает вовсю. У Мелиссы появляется невидимый друг — свинка Джоди, которая представляется ей ангелом. Когда Кэти остаётся одна, она чувствует чьи-то прикосновения и запах старых духов, внезапно у неё появляются рубцы на теле, которые спустя время пропадают без следа. Крис ранит руку об упавшую на неё оконную раму. По ночам слышатся странные звуки оркестра и голоса, закрытые окна и двери открываются сами собой, входную дверь вышибает изнутри,  из отверстия в стене сочится странная зелёная жидкость, в швейной комнате то появляются, то исчезают стаи мух. Джордж, просыпаясь среди ночи, замечает что его жена во время сна парит в воздухе, но не решается ей об этом сказать, так как не хочет усугублять её страх. Позже Джорджу начинает казаться, что Кэти выглядит как девяностолетняя старуха. Однажды, сидя у камина, Джордж и Кэти видят в огне силуэт странной фигуры в капюшоне, но он тут же исчезает.
Джордж начинает интересоваться историей дома и узнает, что некогда преподобный Джон Кэтчем, миссионер и колдун, который пытал и убил около 400 индейцев, захоронил их тела на той самой земле, где затем построили этот дом. Позже Джордж находит в подвале таинственную «Красную комнату», по неизвестным причинам оттуда, а потом по всему дому доносится запах тухлятины и гнили — один из признаков присутствия дьявола. Такой же запах появляется в квартире святого отца Манкусо. После Джордж обращается к девушке своего друга, которая является экстрасенсом. Она утверждает, что чувствует присутствие как минимум двух-трёх духов, ей становится дурно после того, как она посетила швейную комнату. Позже она советует Лутцам не заходить туда. Также странно начинает себя вести вблизи этой комнаты и пес семейства — Гарри. Брат Кэти Джимми вместе со своей женой Кэри решает приехать к Лутцам в гости с ночёвкой. Поздно ночью его жена видит призрак мальчика, который просит о помощи. Джордж и Кэти пытаются связаться со отцом Манкусо, но тот отказывается приезжать и говорит, что свяжется с исследователями паранормальных явлений и с канцлером Римско-католической церкви, чтобы рассказать им о происходящем. Лутцы решают сами очистить дом от злых духов. Джордж и Кэти берут распятие, которое находят перевернутым, и начинают читать молитву, но сразу же по всему дому звучит демонический голос, приказывающий: «Перестаньте!»
Спустя несколько дней Мелисса говорит Джорджу, что Джоди хочет поговорить с ним. Зайдя в комнату падчерицы, он с ужасом обнаруживает в окне два сверкающих красных глаза. Джордж бросает в окно стул, а после слышит свинячий визг, но на улице никого не оказывается. Наутро на снегу обнаруживаются следы копыт, что доказывает, что свинья Джоди существует. Дозвонившись до отца Манкусо, Джордж рассказывает ему обо всех ужасах. Священник советует ему и его семье  покинуть дом в ближайшее время. Ночью Джорджу снится странная сущность в капюшоне, которую они видели в камине, — она пытается схватить его пасынка.
Последний день в доме. Семья Лутц решает покинуть дом, но машина не заводится и начинается ливень с сильным ветром. Лутцам приходится остаться в доме. Джорджу снова начинает сниться призрак, но, проснувшись, он видит, что по дому действительно бродит дух в капюшоне, который пытается их схватить. Наконец, Лутцам удаётся покинуть проклятый дом. Машина заводится, и, не взяв с собой даже личных вещей, они покидают Амитивилль.

### Противоречия и достоверность
Хотя книга стала бестселлером, достоверность изложенных в ней событий постоянно оспаривается и дебаты продолжаются до сих пор. Кэтлин Тереза Лутц (13 октября 1946 – 17 августа 2004, умерла от эмфиземы легких) и Джордж Ли Лутц (1 января 1947 – 8 мая 2006, умер от болезни сердца) развелись в конце 1980-х, но остались в хороших отношениях. Оба до конца своих дней настаивали на том, что они действительно столкнулись с паранормальными вещами.
- На самом деле никакого демонического духа в капюшоне не было, а его образ был придуман многочисленными парапсихологами. Однако Дефео якобы упомянул кошку по имени Джоди, которая была такой толстой, что он называл её «Свиньей».
- История про Джона Кэтчема, который бежал в Амитивилль из города Салема во время тамошнего процесса над ведьмами и замучил психически больных индейцев племени Шиннекоки на территории, где будет построен дом 112, была опровергнута представителями местных племён коренных американцев. В Амитивилле действительно некогда жила богатая семья Кэтчем, которой принадлежали многие исторические здания города, и в честь членов которой были названы улицы города, но нет никаких данных о том, что она когда-либо владела территорией на Оушен-авеню. А само племя Шиннекоки никогда не жило поблизости от Амитивилля.
- Фамилия отца Манкузо в реальности была Пекораро. В конце 1970-х Пекораро под присягой заявил, что его единственный контакт с Лутцами был в виде разговора по телефону. Однако в 1979 году во время интервью в телесериале «In Search Of» он намекнул, что бывал в доме и получил толчок от некой невидимой силы, после чего бестелесный голос велел ему убираться.
- Утверждение, что все дверные и оконные замки в доме были повреждены, было опровергнуто следующими владельцами дома Джимом и Барбарой Кромарти, которые заявили, что все засовы были целыми и явно относились к оригинальной постройке дома.
- Таинственная «Красная комната» в реальности оказалась обычным стенным шкафом, о котором знали все предыдущие до Лутцев владельцы дома.
- Утверждение об отпечатках раздвоенных копыт на снегу 1 января 1976 года было отвергнуто исследователями Риком Мораном и Питером Джорданом, которые нашли метеосводки, показывающие, что осадков в Амитивилле в тот день не было.
- Никаких записей о том, что Лутцы вызывали полицию во время своего пребывания в доме, найдено не было.

Критики, включая ярого противника этого феномена Стивена Каплана (он приходил к Лутцам ещё тогда, когда они жили в доме, и пытался уличить их во лжи), отметили, что в последующих переизданиях текст книги подвергался редактуре. Так в оригинальном издании машина отца Манкузо описана как «Форд», в более поздних же изданиях она была описана как «Шевроле-Вега», после чего начали выходить издания, где она снова стала «Фордом». Никто из соседей не замечал за домом ничего странного в тот период, когда там жили Лутцы. Никто из последующих жильцов дома, включая вышеупомянутых Кромарти, аналогично не сталкивались ни с чем сверхъестественным. В июне 1979 года Джордж и Кэти Лутц были подвергнуты тесту на детекторе лжи, который провели Крисом Гугас и Майкл Райс — в то время они считались одними из лучших экспертов по полиграфу. С их слов, Лутцы удачно прошли проверку.
В номере журнала «People» от 17 сентября 1979 года адвокат Дефео Уильям Вебер (он встречался с Лутцами, чтобы обсудить с ними черновой набросок книги Энсона) заявил, что вся эта история была именно мистификацией.

## Экранизации
- «Ужас Амитивилля» 1979 года. Кинокартина  имеет  несколько отличий от романа, действие происходит не в середине зимы, а ранней осенью. Имена некоторых людей изменены: в фильме святого отца Манкусо зовут Дэлани, вместо Криса, Дэнни и Мелиссы  — Мэтт, Грег и Эми. В фильме хоть и  деяние паранормальных сил присутствуют, но сущность в капюшоне не показана. Сюжетная линия святого отца изменена, в фильме во время молитвы в церкви святой отец, в отличие от реального, лишился зрения. В экранизации, историей дома интересуется Кэти, а не Джордж. Также сюжет фильма  делает акцент на то, что Джордж Лутц становится таким же как Рональд Дефео, что ему также приходят мысли об убийстве семьи и слышатся голоса. Реальный Джордж Лутц в целом не слишком остался доволен фильмом, заявив, что он «приукрашивает многие события». Роли Джорджа и Кэти сыграли актёры Джеймс Бролин и Марго Киддер, которые, пообщавшись с реальными Джорджем и Кэти, единодушно пришли к выводу, что их история выдумана.
- «Ужас Амитивилля» 2005 года. Эта версия далека от романа и больше является ремейком оригинального фильма, чем адаптацией книги. Действие также происходит не зимой, а летом.  Многие проявления паранормальных сил либо изменены или убраны. Невидимый друг дочери Лутцев — погибшая Джоди Дефео (вымышленной персонаж), а не говорящая свинка. Имена также изменены: святого отца зовут Кэлловэй и его сюжетная линия очень маленькая, детей в этой версии зовут — Билли, Майкл и Челси. В отличие от реальности, Джордж убивает свою собаку и пытается убить семью, также показаны натянутые отношения между Джорджем и детьми Кэти, хотя в реальности они относились к друг другу очень хорошо.  В конце фильма семья Лутц сбегает  на катере, а не на фургоне. Адрес дома был изменен на Оушен-Авеню 412 (в реальности нумерация домов на этой улице заканчивается на цифре 399). Джордж Лутц оспаривал данный фильм, поскольку тот создавался без его согласия. Студия в июне 2004 года подала заявление о судебной помощи в федеральный суд, настаивая на том, что у них есть право сделать этот фильм без согласия Лутца. Последний подал ответный иск. Дело в итоге было закрыто из-за смерти Джорджа спустя два года.

## Литературные продолжения и другие романы
После успеха романа Энсона, другие авторы начали развивать тему ужаса Амитивилля, однако, успехом оригинала не увенчались, но они послужили  основой продолжений  оригинальной кинокартины  1979 года, но и эти фильмы  успешными не стали так как развивали уже не реальные события, а целиком вымышленные. Американский писатель, работающий в жанре мистики  Ганц Хольцер, также написал несколько книг о проклятом доме: «Убийство в Амитивилле» и «Проклятие Амитивилля», которые также были  экранизированы в продолжениях франшизы. 
Продолжения романа Энсона:
- «Ужас Амитивилля. Часть Вторая»
- «Амитивиль. Последняя Глава»
- «Амитивилль. Зло спасается»
- «Амитивиль. Ужас Возвращается»
- «Амитивиль. Последний Ночной Кошмар».

## См также
- Сияние
- Сны в Ведьмином доме
- Призрак дома на холме